# Querkupplung
Eine Querkupplung ist eine Komponente von Triebfahrzeugen, vor allem der Eisenbahn und anderer Bahnen bei Fahrzeugen mit Drehgestellen. Sie wurden bevorzugt beim Betrieb auf bogenreichen Strecken angewandt und dienen den beiden Drehgestellen dazu, einen Gleisbogen lauffreundlich zu durchfahren, sowie der Verminderung der Gleisbeanspruchung. Durch ihre Anwendung können sich die Richtkräfte und der Anlaufwinkel bei Bogenfahrt verkleinern, dadurch wird weniger Verschleiß an den Radreifen und anderen Komponenten des Laufwerkes erreicht.
Ausgeführt werden die Querkupplungen als statische oder elastische Systeme. Letztere bevorzugt man besonders bei einem großen Drehgestellabstand, Querkupplungen werden nicht vorrangig zur Erzeugung eines schlingerfreien Laufes eingesetzt, wie man es z. B. bei der DR E 15 01 versucht hat, diese Aufgabe übernehmen Schlingerdämpfer.
Eine spezielle Bauform einer Querkupplung wurde für die RhB Ge 6/6 II entwickelt und auch später bei der SBB Re 6/6 angewandt. Hierbei handelt es sich um ein Patent einer Querkupplung dreier zweiachsiger Drehgestelle, welche eine Querauslenkung das mittleren Drehgestells gegenüber dem RhB Ge 6/6 II Lokomotivkasten um bis zu 180 mm ermöglicht.